# 吉田貞夫
吉田 貞夫（よしだ さだお）は、日本の医師、医学博士。ちゅうざん病院副院長、金城大学客員教授。専門は臨床栄養学。日本静脈経腸栄養学会理事。日本栄養経営実践協会理事。PDN理事。

## 経歴
1985年（昭和60年）、栃木県立宇都宮高等学校を卒業。在学中、校内の自主研究論文コンクールに『アナログ・デジタル変換技術について』を応募し、銀メダルを獲得した。
1991年（平成3年）、筑波大学医学専門学群を卒業。医師免許を取得。筑波大学附属病院外科医員。
1992年（平成4年）、4月?7月、筑波メディカルセンター病院で研修を行い、再び、筑波大学附属病院に戻る。筑波大学附属病院循環器外科をローテーション中に担当した症例の治療経過を、当時循環器外科講師だった軸屋智昭の指導の下でまとめ、高位腹部大動脈閉塞症の症例を報告した。
1995年（平成7年）、米国のがん研究の専門誌『キャンサー・リサーチ』に、胆嚢癌、胆管癌におけるp16CDKN2遺伝子、p15MTS2遺伝子の変異に関する論文を投稿。この論文で、1996年（平成8年）、筑波大学大学院医学研究科最優秀英論文賞を受賞した。p16CDKN2遺伝子はグアニン、シトシンを多く含む配列を持ち、PCR法で増幅したり、遺伝子変異を解析するのがやや困難であったが、吉田が開発し、上記の文献に記載されたプライマーセットは、PCR法での安定性が高く、その後多くの国の研究施設で使用された。上記の論文で、胆嚢癌、胆管癌における遺伝子変異の多くが、アンキリンリピートという構造を作る部分に集中していることも示された。
2002年（平成14年）、日本感染症学会認定インフェクション・コントロール・ドクター。
2004年（平成16年）、沖縄県に活動の場を移し、以後、臨床栄養学の分野で、執筆、講演などを行う。北中城若松病院で栄養サポートチーム（NST）の立ち上げを行う。栄養アセスメントとリスクマネジメント機能をもつソフトウェア、『アシスタントNST』を開発。
2005年（平成17年）、療養型病床や精神科病院などで、疥癬が繰り返し集団感染を起こす問題について、牧上らとの共同研究を開始。2007年まで継続。その結果、総リンパ球数の減少や低栄養状態が再発のリスクになることを突き止め、2011年発表した。
2006年（平成18年）、長期に胃瘻などから経腸栄養を行う高齢者の肺炎を減少させるため、増粘剤などを使用し半固形化することに加え、ペプチド、アミノ酸、微量元素などの成分を調整する方法についての研究を開始。これらの研究の成果をもとに、2009年にテルモ社が特許を出願し、受理された。
2009年（平成21年）、日本静脈経腸栄養学会評議員、認定医、教育セミナー講師。療養型病床で広域抗菌薬が高頻度に使用され、耐性菌発生の温床となっていることを警告。抗菌薬の適正使用を目指した取り組みについて、第24回日本環境感染学会総会（2009年2月27-27日、横浜）で、『フルオロキノロン系薬剤使用適正化のための調査とフィードバック』を発表。療養型病床でも、「耐性菌の検出状況や薬剤使用状況の調査、フィードバックとモニタリングを行うことにより、フルオロキノロンの使用量を減少させることができる。」と主張した。
2014年（平成26年）、金城大学客員教授に就任。沖縄メディカル病院に移籍。
2015年（平成27年）、日本静脈経腸栄養学会指導医。沖縄メディカル病院 あがりはまクリニック 院長。
2016年（平成28年）、沖縄メディカル病院 副院長、併設の老人保健施設、真徳苑の施設長を兼任。
2017年（平成29年）、日本静脈経腸栄養学会理事。

## おもな著作

### 編著
- 『ナーシングMOOK 見てわかる 静脈栄養・PEGから経口摂取へ』 学研メディカル秀潤社、2011年 ISBN 978-4780920109
- 『高齢者の栄養スクリーニングツール MNAガイドブック』 医歯薬出版、2011年 ISBN 978-4263705957
- 『認知症の人の摂食障害 最短トラブルシューティング 食べられる環境、食べられる食事がわかる』[11] 医歯薬出版、2014年 ISBN 978-4263706299
- 『高齢者栄養ケアUPDATE 介護予防から終末期まで栄養ケアの現在がわかる』 医歯薬出版、2015年 雑誌JAN: 4910093200750
- 『経腸栄養 管理プランとリスクマネジメント』 サイオ出版、2015年 ISBN 978-4907176334
- 『高齢者を低栄養にしない20のアプローチ ＭＮＡで早期発見 事例でわかる基本と疾患別の対応ポイント』 メディカ出版、2017年 ISBN 978-4840461764

### 共著
- 『おうちで作る 介護食クッキング入門』 齋藤 郁子、菊谷 武、中村 育子、真井 睦子ほか 日本医療企画、2016年 ISBN 978-4864394895

### 総説
- 『クワシオルコルの機序と我が国での症例』 週刊日本医事新報 4684号、2014年[12]